# 古泉街道
古泉街道，是中华人民共和国山東省菏泽市鄄城县下辖的一个乡镇级行政单位。

## 行政区划
古泉街道下辖以下地区：
崇兴社区、虹桥社区、古泉社区、乐园社区、袁庄村、枣寨村、梁堂村、潘庄村、张店村、毛庄村、苏屯村、南宋庄村、赵口村、前李桥村、王屯村、白彦屯村、赵堂村、刘庄村、褚庄村、辛桥村、常庄村、北宋庄村、西何桥村、白军庄村、邰庄村、石庄村、胡窑村、陈庄村、任庄村、东闫庄村、杜庄村、银刘庄村、篦子张庄村、西闫庄村、梁庄村、王清庄村、宁业村、熊楼村、宋楼村和王庄村。